# Nous les durs !
Pour plus de détails, voir Fiche technique et Distribution.
Nous les durs ! (Noi duri) est un film italien réalisé par Camillo Mastrocinque et sorti en 1960.

## Synopsis
Fred Bombardone, agent du FBI, doit infiltrer un réseau de drogue en s'approchant de l'Algérien, gérant d'une boîte de nuit. Arrivé à un certain niveau de confiance, il se fait voler la drogue dont il était responsable.

## Fiche technique
Sauf indication contraire, les informations mentionnées dans cette section peuvent être confirmées par la base de données cinématographiques IMDb,  présente dans la section « Liens externes ».
- Titre français : Nous les durs ![1]
- Titre original : Noi duri ou A qualcuno piace Fred
- Réalisation : Camillo Mastrocinque
- Scénario : Leo Chiosso, Dino Verde
- Musique : Lallo Gori
- Société de production : CEI Incom
- Pays de production :  Italie
- Langue de tournage : italien
- Format : Noir et blanc - Son mono - 35 mm
- Genre : Comédie policière
- Durée : 102 minutes (1h42)
- Dates de sortie :
  - Italie : 24 février 1960
  - France : octobre 1963

## Distribution
- Fred Buscaglione : Fred Bombardone
- Paolo Panelli : Robinot
- Scilla Gabel : Josette
- Lynn Shaw : Monique
- Linda Sini : Barbara
- Bice Valori : Genzianetta
- Totò : l'Algérien
- Toni Ucci : Beaurivage
- Giuseppe Porelli : l'inspecteur de police Vichy
- Elio Pandolfi : Don Serafino Alvarez y De Garcia
- Luigi Pavese : douanier à l'aéroport de Paris
- Mario Castellani : Alì
- Romano Villi : Pat O'Guarda
- Gianni Solaro : Joe "Nicotina" Ferguson
- Ciccio : l'enfant Napoleon Robinot
- Ignazio Dolce non crédité